# Hakan Reçber
Hakan Reçber (ur. 17 sierpnia 1999 w Ankarze) – turecki zawodnik taekwondo, medalista olimpijski z Tokio, olimpijczyk z Paryża (2024).

## Życiorys
Urodził się 17 sierpnia 1999 w Ankarze.
W 2021 roku w barwach Turcji wziął udział w Letnich Igrzyskach Olimpijskich 2020, gdzie w kategorii wagowej do 68 kg wywalczył brązowy medal. W pojedynku o brązowy medal pokonał reprezentanta Bośni Nedžada Husića. Był to pierwszy medal dla Turcji na tych igrzyskach.
W 2023 roku zdobył złoty medal na Mistrzostwach Świata w Baku. Kilkukrotnie stawał na podium mistrzostw Europy.
W 2024 roku ponownie reprezentował Turcję na Letnich Igrzyskach Olimpijskich 2024, gdzie w rywalizacji zawodników taekwondo do 68 kilogramów doszedł do rundy repasaży, w których przegrał z Brazylijczykiem Edivalem Pontesem.